# Fluda
Genre
Synonymes
- Keyserlingella Peckham & Peckham, 1892

Fluda est un genre d'araignées aranéomorphes de la famille des Salticidae.

## Distribution
Les espèces de ce genre se rencontrent en Amérique du Sud, à la Trinité et au Panama.

## Description
Les araignées de ce genre sont myrmécomorphes.

## Liste des espèces
Selon World Spider Catalog (version 24, 16/04/2023) :
- Fluda angulosa Simon, 1900
- Fluda araguae Galiano, 1971
- Fluda dauca Perger & Rubio, 2023
- Fluda elata Galiano, 1986
- Fluda goianiae Soares & Camargo, 1948
- Fluda inpae Galiano, 1971
- Fluda narcissa Peckham & Peckham, 1892
- Fluda nigritarsis Simon, 1900
- Fluda opica (Peckham & Peckham, 1892)
- Fluda perdita (Peckham & Peckham, 1892)
- Fluda princeps Banks, 1929
- Fluda ruficeps (Taczanowski, 1878)
- Fluda thuruampara Perger & Rubio, 2023

## Systématique et taxinomie
Ce genre a été décrit par Peckham et Peckham en 1892 dans les Attidae.
Keyserlingella a été placé en synonymie par Galiano en 1971.

## Publication originale
- Peckham & Peckham, 1892 : « Ant-like spiders of the family Attidae. » Occasional Papers of the Natural History Society of Wisconsin, vol. 2, no 1, p. 1-84 (texte intégral).